# Premio Grinzane Cavour 2002 (album)
Premio Grinzane Cavour 2002 è l'album dal vivo tratto dal concerto di Manuel Agnelli, Cristina Donà e Marco Parente al Teatro Politeama di Saluzzo (Cuneo), il 4 ottobre 2002.

## Il disco
Questo album è la registrazione del concerto che Manuel Agnelli, Cristina Donà e Marco Parente hanno tenuto, per la prima volta insieme sullo stesso palco, al Teatro Politeama di Saluzzo, il 4 ottobre del 2002, in occasione del Premio Grinzane Cavour, nell'ambito del quale sono stati insigniti del Premio Grinzane Musica.
Alcuni brani erano già stati pubblicati come b-sides di alcuni singoli dei tre artisti, questo disco aggiunge brani inediti e consente l'ascolto integrale del concerto.
L'album non è stato distribuito nei negozi, ma è stato allegato al n. 20 (inverno 2006) della rivista musicale "Mucchio Extra" (supplemento trimestrale de Il Mucchio Selvaggio) uscita il 21 dicembre 2005.

## Tracce
1. In fondo al mare - (Cristina Donà)
2. Stelle buone - (Cristina Donà)
3. La mia rivoluzione - (Marco Parente)
4. Quello che non c'è - (Manuel Agnelli)
5. Senza voltarsi - (Marco Parente)
6. Farfalla pensante - (Marco Parente)
7. Tutto fa un po' male - (Manuel Agnelli)
8. Dentro Marylin - (Manuel Agnelli)
9. Goccia - (Cristina Donà)

- Accanto ad ogni brano è indicato tra parentesi il nome dell'autore e/o interprete principale.